# Märchenbrunnen (Wuppertal)

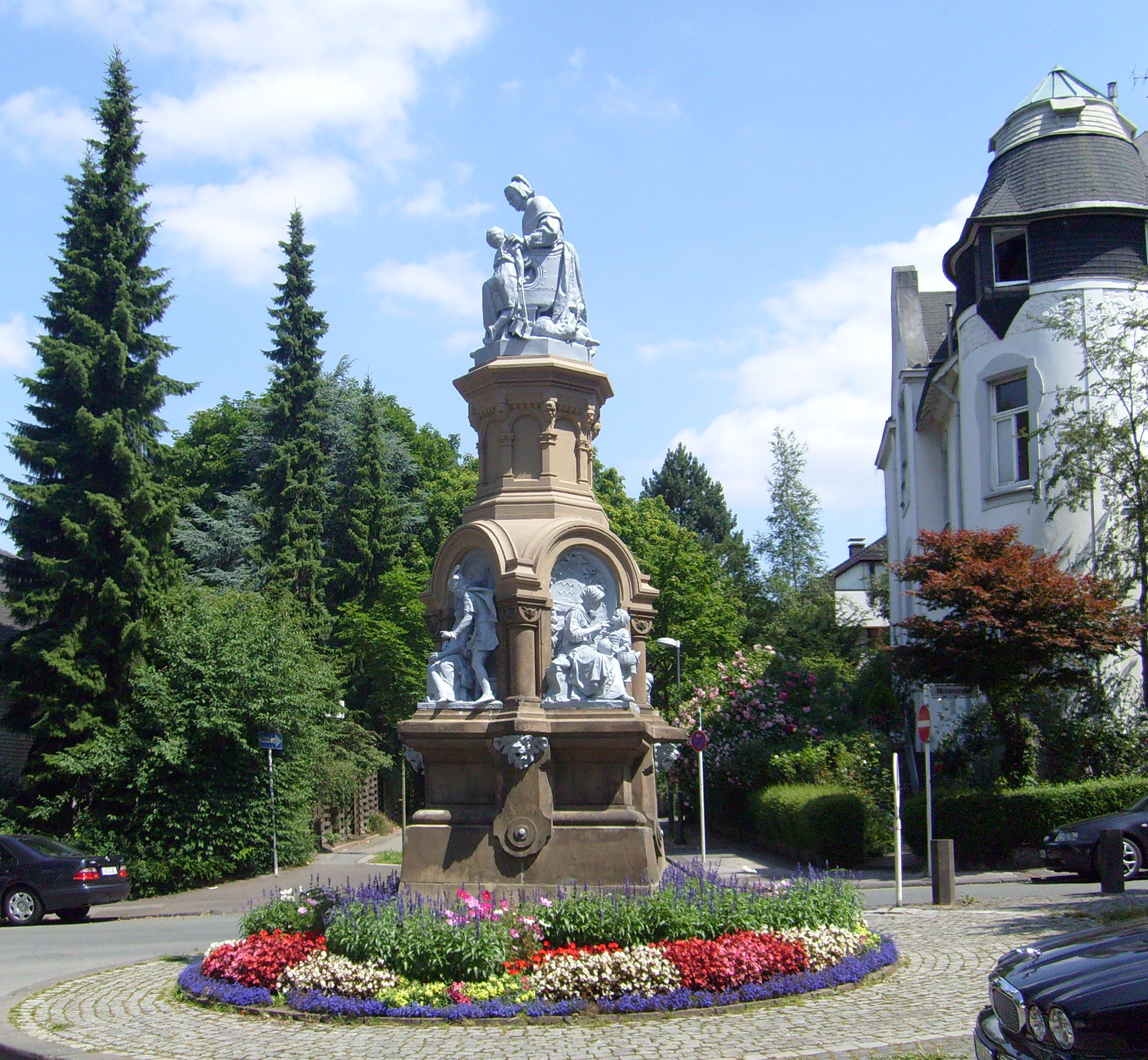
Der Märchenbrunnen (2008 noch ohne Wasserbecken und Säulenfiguren)

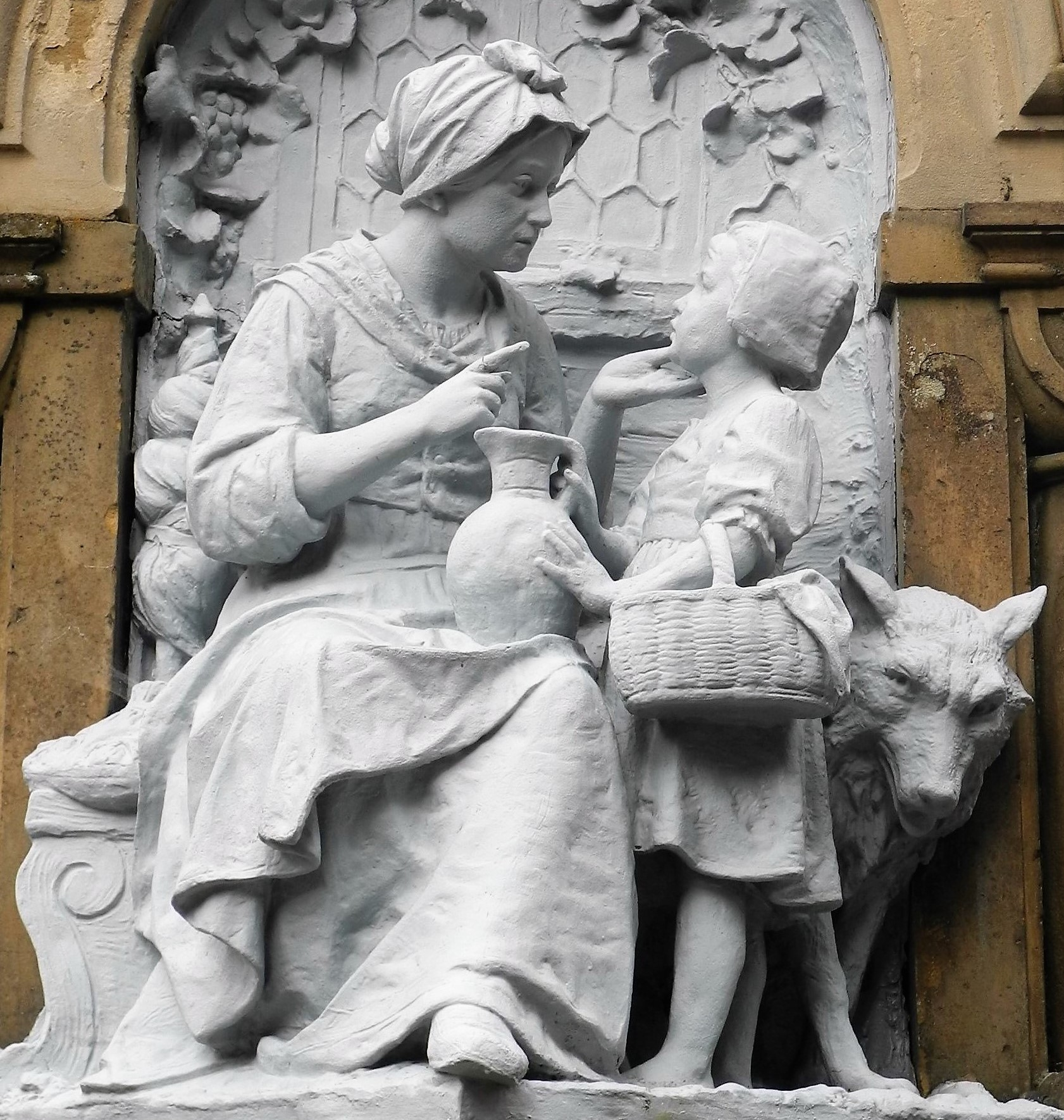
Detail des Brunnens: Szene aus Rotkäppchen und der Wolf

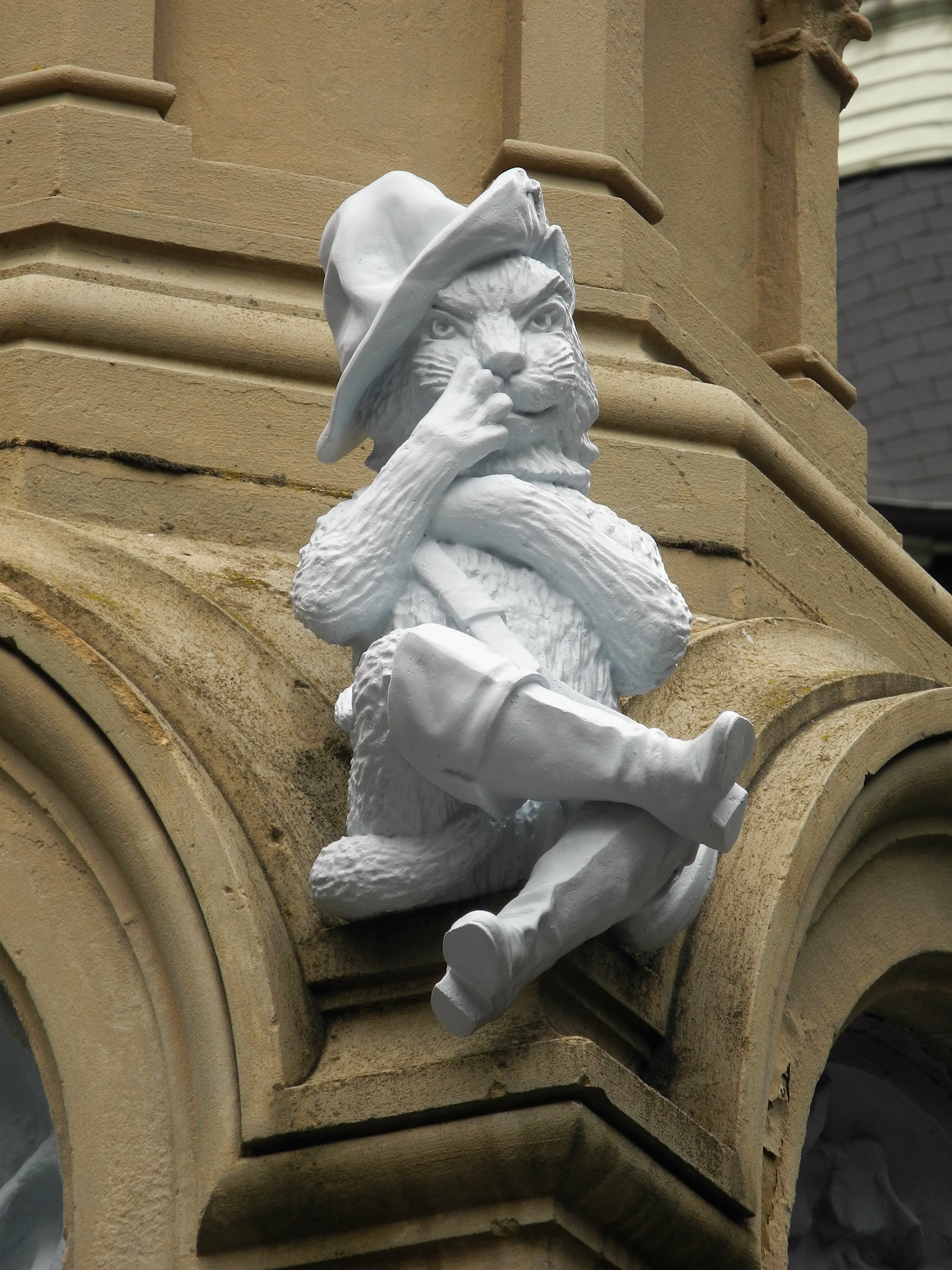
Detail des Brunnens: Figur des gestiefelten Katers

Der Märchenbrunnen ist ein Brunnen im Wuppertaler Stadtteil Elberfeld.

## Beschreibung
Im Zooviertel, einem gründerzeitlichen Villenviertel, das in der Nachbarschaft des namensgebenden Wuppertaler Zoos entstand, wurde der Märchenbrunnen 1897 mitten auf der Kreuzung Jaeger-, Wotan-, Donar- und Baldurstraße auf einer Verkehrsinsel errichtet. Heute ist diese an einen Grünstreifen angeschlossen.
Der aus Sandstein erbaute Brunnen zeigt in vier Rundbogen-Nischen jeweils ein Motiv aus einem Märchen der Brüder Grimm: Aschenputtel, Dornröschen, Rotkäppchen und Schneewittchen. Eine Ebene höher sitzt auf den Spitzen der die Nischen trennenden Säulen jeweils eine Figur aus vier weiteren Märchen: der gestiefelte Kater, König Nussknacker, Reineke Fuchs und Swinegel.
Der Brunnen wurde vom Regierungsbaumeister Rudolf Hermanns im Namen der Firma Hermanns & Riemann am 13. November 1897 in einem feierlichen Akt der Stadt Elberfeld als Geschenk übergeben. Er war von dem Architektenbüro entworfen worden, die Figuren wurden vom Kölner Bildhauer Wilhelm Albermann ausgearbeitet und in der Gießerei Gladenbeck nach Albermanns Modellen in Zink gegossen.

## Aktuelle Entwicklung
2006 wurde der Brunnen auf Initiative des Bürgervereins Sonnborn-Zoo-Varresbeck hin restauriert. Die Wiederherstellung der seit 1939 fehlenden Wasserbecken des Brunnens wurde bis 2011 bewerkstelligt. Durch eine größere Einzelspende 2010 wurde die Finanzierung der weiteren Restaurierungsarbeiten gesichert. Ende Juni waren die letzten Arbeiten am Brunnen fertiggestellt, die offizielle Einweihung erfolgte zum Märchenfest am 24. September 2011. Strom und Wasser für den Betrieb stellen die Stadtwerke kostenlos zur Verfügung, der Bürgerverein hat die Patenschaft übernommen und kümmert sich unter anderem um die Beleuchtung. Seit September 2021 ist der Brunnen nun vollständig wiederhergestellt, da auch die schon vor 1932 verschwundenen vier vollplastischen Märchenfiguren als Rekonstruktion an ihren Platz auf den Spitzen der die Nischen trennenden Säulen zurückgekehrt sind.